# Mobiuz
ООО «Universal Mobile Systems» (ООО "UMS", Mobiuz) — телекоммуникационное предприятие Узбекистана, оказывающее современные услуги мобильной голосовой связи и мобильного доступа в Интернет в стандартах 4G LTE, UMTS и GSM под торговой маркой Mobiuz.
Учредителем ООО «UMS» является Министерство по развитию информационных технологий и коммуникаций Республики Узбекистан. Центральный офис компании расположен в Ташкенте, проспект Амира Темура 24. Коммерческий запуск мобильного оператора состоялся 1 декабря 2014 года.

## История
UMS организован на основании постановления Кабинета Министров Республики Узбекистан № 208 «О создании совместного предприятия „Universal Mobile Systems“ по оказанию услуг мобильной связи» от 31 июля 2014 года.
Первоначальный уставной фонд оператора UMS сформирован узбекской стороной за счет внесения телекоммуникационного оборудования и другого имущества, ранее переданного органам государственной власти на местах с последующей безвозмездной передачей доли в уставном фонде оператора в размере 50,01 процентов в собственность компании ПАО «МТС».
UMS выделены полосы радиочастот для организации сети подвижной радиотелефонной (сотовой) связи, лицензии на право осуществления деятельности в сфере телекоммуникаций по проектированию, строительству, эксплуатации и оказанию услуг сетей подвижной радиотелефонной (сотовой) связи, местных, междугородных, международных сетей связи, на право осуществления деятельности в сфере телекоммуникаций по проектированию, строительству, эксплуатации и оказанию услуг сетей передачи данных и распространения (трансляции) телерадиопередач. Также выделены телефонная номерная емкость и предоставлены в аренду каналы связи и необходимые технических ресурсы.
1 декабря 2014 года состоялся запуск в коммерческую эксплуатацию сети ООО «Universal Mobile Systems».
8 августа 2016 года ПАО «МТС» продало свою долю в размере 50,01 процентов узбекской стороне, в результате чего 100% владельцем компании стал ГУП «Центр радиосвязи, радиовещания и телевидения» при Министерстве по развитию информационных технологий и коммуникаций Республики Узбекистан.
21 ноября 2018 года доля государства в уставном капитале ООО «Universal Mobile Systems» передана Фонду «Цифровое доверие».
Со 2 декабря 2019 года компания работает под торговой маркой Mobiuz.
19 июля 2021 В соответствии с Постановлением Президента Республики Узбекистан N ПП-5187 учредителем ООО «UMS» является Министерство по развитию информационных технологий и коммуникаций Республики Узбекистан.

## Текущая деятельность
Мобильный оператор осуществляет деятельность на основе Концепции развития ООО "UMS" на 2019-2021 гг.
- Количество абонентов —  свыше 6 млн[7].
- В 2020 году компанией установлено свыше 1300 БС по республике[7].
- В 2021 году планируется запуск более 1000 БС по республике.
- В 2021 году техническая команда Mobiuz успешно запустила в коммерческую эксплуатацию свыше 2200 БС стандарта 4G LTE, из которых свыше 1500 – в рамках инвестиционного проекта.
- В этом году в городе Ташкенте установлены первые базовые станции 5G от Mobiuz. 1 декабря в честь 7-летия компании успешно прошел тестовый запуск сетей пятого поколения и начата подготовительная работа по их полноценному запуску в 2022 году.
- В апреле 2021 года Mobiuz первым среди мобильных операторов Узбекистана запустил сервис подключения номеров посредством eSIM. Технологическое новшество быстро обрело популярность среди абонентов и запустило новый этап развития телекоммуникационных услуг.
- С марта 2023 года услуги mobiuz стали доступны на станциях Ташкентского метрополитена на базе технологии MORAN (Multioperator Radio Access Network)[8].

## Награды
- 29 сентября 2018 года — награда за лучший дизайн стенда на ICTEXPO-2018.
- 23 сентября 2017 года — награда за лучшее информационное обеспечение стенда на ICTEXPO-2017.